# 레벤타도르산

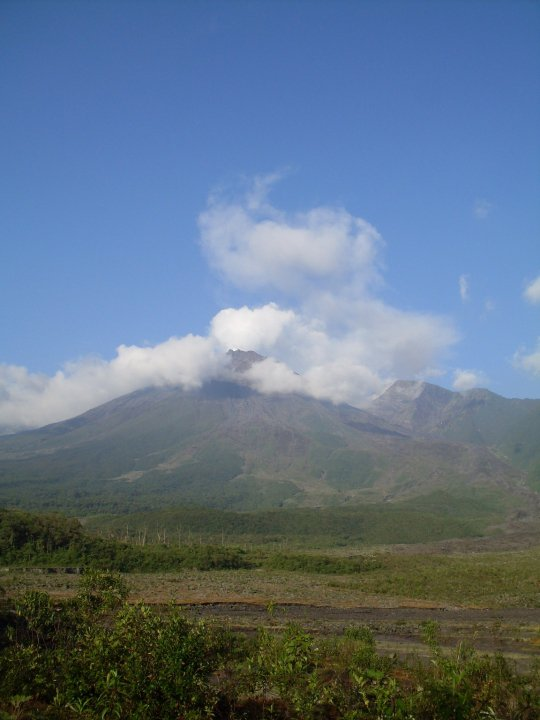

레벤타도르산(Reventador)은 에콰도르의 안데스산맥에 있는 거대한 성층 활화산으로, 에콰도르와 볼리비아의 국경에 가까운 곳에 있다. 이 화산은 U자 모양의 칼데라가 있으며, 그 안에 성층 화산 봉우리가 또 있다. 성층 화산 봉우리에는 용암 돔이 있으며, 국립공원의 외진 지역에 자리잡았다. 2002년에 사상 최대의 분화를 하였는데, 화산재가 17km 높이로 치솟고
용암은 7km까지 흘러나갔다. 1541년 이후에도 많이 분화하였지만, 외진곳에 있는 탓에 보도되지를 않았다. 2007년에도 화산이 분화하여 화산재가 치솟았으나, 피해도 보도되지 않았다고 한다. U자 모양의 칼데라는 아마존강의 분지를 향해 있다(주봉).